# Cocomelon
Cocomelon, dříve známý jako checkgate (2006–2013) a ABC Kid TV (2013–2018), je americký YouTube kanál a streamovací mediální show získaná britskou společností Moonbug Entertainment a spravovaná americkou společností Treasure Studio. Cocomelon se specializuje na 3D animovaná videa jak tradičních dětských říkanek, tak jejich vlastních originálních dětských písniček (npř. Baby Shark). Od července 2021 je nejsledovanějším kanálem YouTube ve Spojených státech a druhým nejsledovanějším kanálem na světě. Jsou také nejodebíranějším dětským kanálem na světě.

## Obsah
Videa zahrnují miminka, dospělé a zvířata, která se vzájemně ovlivňují v každodenním životě. Texty se zobrazují ve spodní části obrazovky stejným způsobem na všech displejích. V roce 2020 Treasure Studio přidalo obsah Cocomelon na Netflix a roku Hulu. Společnost také dodává hudbu prostřednictvím oblíbených streamovacích služeb. Na YouTube kanál nahrává samostatná hudební videa, kompilace a živé přenosy.

## Televizní vysílání
Cocomelon v současné době vysílá na Universal Kids, americkém placeném televizním kanálu vlastněném divizí NBCUniversal Television and Streaming Comcast's NBCUniversal prostřednictvím NBCUniversal Cable Entertainment. Dne 29. března 2021 měl Cocomelon premiéru na SAB TV v Pákistánu, 4. dubna 2021 měl premiéru také na Cartoonito ve Spojeném království.

## Identita
Webové stránky Cocomelonu popsaly kanál jako společnost s 20 zaměstnanci. Když se The Wall Street Journal pokusil zjistit, kdo videa vytváří, nebyli schopni kontaktovat Treasure Studio, které kanál vlastní. Magazín Wired našel v Irvine pár, který měl podle všeho nějaké vazby na Treasure Studio, ale nebyl schopen potvrdit, že kanál vlastnili. V únoru 2020 Bloomberg Businessweek identifikoval pár z Orange County v Kalifornii jako vlastníky Treasure Studio a Cocomelon.